# University of Massachusetts Amherst
University of Massachusetts Amherst – amerykańska uczelnia publiczna w mieście Amherst (stan Massachusetts). Została założona w 1863 roku.